# Георгій Димитров (футболіст, 1931)
Георгій Димитров (болг. Георги Димитров; 1 травня 1931 —16 березня 1978) — болгарський футболіст, що грав на позиції нападника. Він розпочав свою уігрову кар'єру в складі клубу Чорноморець (Бургас), також захищав кольори команд Черно море та ЦСКА (Софія).

## Клубна кар'єра
Уродженець Бургаса, Димитров почав займатися футболом у місцевому клубі «Чорноморець». У сезоні 1948/49 у віці 17 років він провів 9 матчів ізабив  1 гол, команда, яка займає останнє місце, вибуває з вищої ліги.
На початку 1951 року Димитров переходить до команди «Черно море». За 4 роки він провів 81 матч із 29 голами — 59 матчів із 21 голом у групі «А» та 22 матчі з 8 голами у групі «Б».
У 1955 році був залучений до лав ЦСКА. З «армійцями» став 5-разовим чемпіоном Болгарії та один раз володарем кубка країни. Всього в групі «А» провів 87 матчів і забив 26 голів. Також записав 9 матчів та 2 голи в Кубку європейських чемпіонів. Відзначився голом 17 жовтня 1956 року в переможній грі 8:1 проти Динамо (Бухарест) та 5 листопада 1958 року в програному матчі 1:2 на виїзді проти Атлетіко (Мадрид).
У 1959 році знову одягає футболку команди «Черно море», яка в попередньому сезоні вилетіла з групи «А». У сезоні 1959/60 провів 18 ігор і забив 10 голів у другому дивізіоні, допомогвши команді повернутися в еліту. Завершив кар'єру у віці 33 років наприкінці 1964 року.

## Виступи за збірну
Димитров дебютував у національній збірній Болгарії у 1953 році як гравець «Чорного моря». Це сталося 6 вересня у матчі світової кваліфікації проти Чехословаччини, в якому болгари поступились з рахунком 1:2. Через тиждень забив перші голи в національній футболці, зробивши дубль у контрольному матчі проти збірної Польщі, гра звершилась внічию 2:2.
Бронзовий призер Олімпійських ігор у Мельбурні в 1956 році та учасник чемпіонату світу 1962 року у Чилі. Зіграв у 3 іграх на Олімпіаді та забив один гол у переможному матчі проти Великої Британії (6:1). Всього за збірну провів 30 матчів і забив 7 голів. Востаннє Георгій одягав футболку Болгарії 21 грудня 1958 року в контрольному матчі проти Німеччини.

## Тренерська кар'єра
Після завершення змагальної кар'єри Димитров призначений помічником головного тренера «Чорного моря». У 1968 році очолив «моряків», на цій посаді пробув протягом 4 сезонів. У 1972 році став тренером молодіжної національної збірної, а через кілька місяців його залучили до національної збірної як помічника Христо Младенова. У сезоні 1975/76 знову очолив «Чорно море».

## Загибель
Загинув у віці 46 років в авіакатастрофі, що сталася 16 березня 1978 біля села Тлачене у Враці, в якій також загинула відома колишня гімнастка Жульєта Шишманова. У його пам'ять на початку 21 століття у Варні почав проводитися щорічний футбольний турнір для ветеранів.